# アンナ・リスト

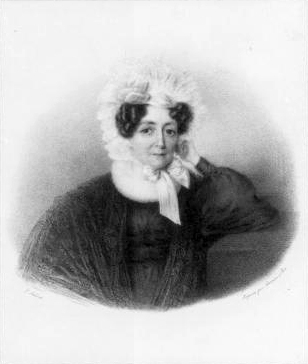
アンナ・リスト

マリーエ・アンナ・リスト（Marie Anna Liszt、1788年5月9日 - 1866年2月6日）は、作曲家フランツ・リストの母。旧姓：ラーガー（Lager）。

## 生涯
オーストリアのクレムス・アン・デア・ドナウに生まれる。9歳のとき両親を亡くしてウィーンに移住し、メイドとして11年間働く。1811年1月11日、ウンターフラウエンハイトにてアダム・リストと結婚。アダムはアマチュアのピアニストであり、チェリストであり、エステルハージ伯爵宮廷の荘園の執事でもあった。夫妻の息子フランツはコンサートピアニストであり、作曲家であり、ピアノ教師でもあり、1811年10月22日に当時ハンガリー領だったライディング（現在はオーストリア領）で誕生した。
後年、フランツが愛人マリ・ダグーと共にヨーロッパを旅するようになると、アンナはフランツの子供たちのコージマやブランディーネ、ダーニエルの世話を見た。アンナはフランスのパリで死去した。